# Династија Дуло
Династија Дуло је прва бугарска владарска династија о којој постоје историјски подаци. Владала је делом утигурских Прабугара, који су у то време насељавали простор централног Урала, или северну обалу Каспијског језера, у периоду од око 550 — 560. године до убиства последњег кана из ове династије, Севара, 738. године, од стране византијске војске.
Византијки цар Константин Порфирогенит у свом делу „О управљању царством“ бележи да се његов предак, цар Ираклије, у свом обиласку северних византијских тема састао са утигурским каном Кубратом, чије је племе упорно одбијало да се покори византијској власти. По Порфирогениту, тај сусрет се десио негде на северу Кавказа. Византијски цар такође бележи и да се канов отац звао Органа, деда Сандилца, прадеда Дул. По овом претку је династија највероватније и добила име.
До половине VII века  династија Дуло је успела да прошири своју власт на великом простору између Панонске низије на западу и реке Дњепар на истоку, али је неколико деценија касније била приморана да напусти многе новоосвојене поседе, због масовне инвазије Хазара, које су, вероватно, и биле узрок прабугарске сеобе на Балканско полуострво, под каном Аспарухом. По свом доласку на Балкан, Прабугари су се стопили са словенским становништвом, постепено се навикавши на седелачки живот, јер су до тада углавном живели као номади-коњаници.
Кан Тервел (700—718.) повео је даљу сеобу Прабугара на југ данашње Републике Бугарске, продревши дубоко у византијску територију. Кан Кормесиј (718—733.) је био последњи моћни кан из династије Дуло. Његова држава се простирала од реке Дњепар до Солуна. После његове смрти, наследио га је кан Севар (733—738.) који је у почетку владао као вазал Византије, али се касније осамосталио и био убијен већ три године касније. Ово је био последњи бугарски кан из династије Дуло, коју је на престолу наследила династија Вокила, која је углавном била лојална Византији до краја своје владавине.